# Association française des observateurs d'étoiles variables
L’Association française des observateurs d'étoiles variables (AFOEV) est une association dont l'objet est de regrouper des astronomes professionnels et amateurs qui s'intéressent à l'étude des étoiles variables ou à des champs d'investigation voisins. Elle a été fondée en 1921 par Jean Mascart, deuxième directeur de l'observatoire de Lyon, et Henri Grouiller sur le modèle de l'Association américaine des observateurs d'étoiles variables. Malgré son nom, elle a fédéré et fédère de nombreux observateurs non seulement en France, mais en Europe, aux Amériques et en Asie. Depuis sa fondation, elle avait son siège à l'observatoire de Lyon ; en 1986, il a été transféré à l'observatoire de Strasbourg.

## Historique
C'est en 1921 que Jean Mascart, alors directeur de l'observatoire de Lyon, a l'idée de fonder une association rapprochant les astronomes professionnels et amateurs concernés par l'observation des étoiles variables, domaine d'étude privilégié des astronomes amateurs. Il est appuyé par Henri Grouiller qui, comme secrétaire général, va assurer le fonctionnement de l'association et par Antoine Brun, l'un des observateurs amateurs les plus reconnus, qui en fut président.

## Activités
Le rôle principal de l'association est d'assurer le recueil et la diffusion des observations faites par ses membres ou par d'autres observateurs, ainsi que des données transmises par des associations comparables d'autres pays. Ces données ont été et sont publiées, notamment par le truchement du Bulletin de l'AFOEV. Ces données, dont la plus ancienne remonte à 1896, sont aujourd'hui stockées dans la base de données du Centre de données astronomiques de l'Observatoire de Strasbourg ; elles représentent un ensemble de plus de cinq millions d'observations.